# Ophiomusium luetkeni
Ophiomusium luetkeni är en ormstjärneart som beskrevs av George Richard Lyman 1878. Ophiomusium luetkeni ingår i släktet Ophiomusium och familjen Ophiolepididae. Inga underarter finns listade i Catalogue of Life.